# Archidiacre de Blackburn
L'archidiacre de Blackburn est un officier ecclésiastique supérieur du diocèse de Blackburn. Créée à l'origine le 17 août 1877 dans le diocèse de Manchester, cette charge a été intégrée au nouveau diocèse de Blackburn lors de sa création le 12 novembre 1926.
L’archidiacre de Blackburn est responsable de la surveillance disciplinaire du clergé dans les sept doyennés ruraux : Accrington, Blackburn avec Darwen, Burnley, Chorley, Leyland, Pendle et Whalley.

## Liste des archidiacres
- 1877–1885 (res.) : Edward Birch (c. 1814–1886; premier archidiacre)
- 1885–1899 (res.) : Robert Rawstorne
- 1900–1901 (d.) : Francis Cramer-Roberts, Assistant évêque (décédé en 1901)
- 1901–1916 (d.) : Robert Fletcher
- 1916–1920 (res.) : Willoughby Allen
- 1920–1921 (d.) : Edward Richardson
- 1922–1936 (d.) : Atherton Rawstorne, Évêque suffragant de Whalley

Le 12 novembre 1926, par décret, le diocèse de Manchester transféra l'archidiaconé au diocèse de Blackburn, nouvellement créé, par décret .
- 1936–1936 (res.) : Henry Fosbrooke
- 1936–1946 (ret.) : Richard Newman
- 1946–1959 (res.) : Charles Lambert
- 1959–1962 (d.) : Arnold Picton
- 1962–1973 (d.) : Norman Hodd
- 1973–1986 (ret.) : Desmond Carroll (ensuite archidiacre émérite)
- 1986–1996 (ret.) : David Robinson[4] (ensuite archidiacre émérite)
- 1996–septembre 2001 (res.) : John Marsh
- 2002–31 juillet 2015 (ret.) : John Hawley
- 31 juillet–après septembre 2015 (Intérim) : Roger Smith[5]
- Avant novembre 2015–février 2016 (Intérim) : Timothy Lipscomb[6]
- Depuis le 14 février 2016[7] : Mark Ireland[8]
  - 13 avril 2017-5 février 2018 (retraitée) : Sue Penfold, archidiacre adjointe temporaire et directrice du service des disciples et du ministère[9]
  - 1er juillet 2018 (annoncé) : Grant Ashton, archidiacre adjoint temporaire[10]